# He Has Left Us Alone but Shafts of Light Sometimes Grace the Corner of Our Rooms…
He Has Left Us Alone but Shafts of Light Sometimes Grace the Corner of Our Rooms… — дебютный альбом канадской пост-рок-группы A Silver Mt. Zion. Альбом был записан в студии Hotel2Tango в ноябре 1999 года и выпущен лейблом Constellation Records в марте 2000 года.

## Об альбоме
Диск появился после решения Ефрима Менюка записать что-нибудь для своей собаки Ванды, умершей от рака во время тура Godspeed You! Black Emperor. Менюк предпочитает, чтобы название песен не состояли из пары слов, а смысл названий не всегда должен быть очевиден. Поэтому первоначальное название альбома «He Has Left Us Alone» было отвергнуто.
Менюк описал запись альбома как «Еврейский эксперимент» из-за вовлеченности в небольшое сообщество евреев в Монреале. Менюк так же сообщил, что название альбома и песен результат влияния этого общества. Очевидны темы иудаизма в композиции «Movie (Never Made)», с отсылками к еврейскому танцу Хора и убийству «банкира»
На оригинальном виниловом издании песни смикшированы в два трека; на CD издании песни были смикшированы в восемь треков.

## Список композиций

### Виниловое издание
1. «Lonely as the Sound of Lying on the Ground of an Airplane Going Down» — 23:16
2. «The World Is SickSICK; (So Kiss Me Quick)!» — 23:52

### CD издание
1. «Broken Chords Can Sing a Little» — 8:40
2. «Sit In the Middle of Three Galloping Dogs» — 5:08
3. «Stumble Then Rise on Some Awkward Morning» — 6:05
4. «Movie (Never Made).» — 3:23
5. «13 Angels Standing Guard 'round the Side of Your Bed» — 7:22
6. «Long March Rocket or Doomed Airliner.» — 0:05
7. «Blown-out Joy from Heaven’s Mercied Hole» — 9:47
8. «For Wanda» — 6:38

## Участники записи

### A Silver Mt. Zion
- Ефрим Менюк — клавишные, гитара, орган, вокал, звуковые эффекты
- Тьери Амар — контрабас, бас-гитара
- Софи Трудо — скрипка, вокал

### Другие музыканты
- Айдан Гирт — ударные (на «Sit In the Middle of Three Galloping Dogs»), tapes (на «For Wanda»)
- Сэм Шэлаби — гитара (на «Blown-out Joy from Heaven’s Mercied Hole»)
- Гордон Кригер — кларнет (на «Blown-out Joy from Heaven’s Mercied Hole»)

### Технический
- Ефрим Менюк — продюсер
- Тьери Амар — продюсер